# 明星咖啡館
明星咖啡館（英語：Cafe Astoria），位於臺灣臺北市中正區城內商圈，一樓為麵包店，二、三樓為咖啡廳。原為在臺俄羅斯人開設，本地人簡錦錐接手後，1960年代到1980年代成為臺灣文學作家聚集場所，一些臺灣小說名著在此寫出，今列臺北市歷史建築。

## 歷史

### 上海店面
1920年，上海白俄布爾林（Burin Petter Noveehor）於霞飛路7號（今淮海中路和西藏南路路口、淮海中路7號）開設明星咖啡館（Café Astoria）。周聯華回憶此餐廳離他在蒲石路（今長樂路）的家只有走路五分鐘路程，有賣便宜的羅宋湯、羅宋麵包，也有高價的料理。1917年俄國革命後，不少俄國人逃至上海，至1930年代時當地俄僑已約兩萬人，其中就包含Astoria的常客艾斯尼（George Elsner）。據簡錦錐回憶錄《明星咖啡館》，1939年他八歲時，曾到上海和在當地工作的兄長住了一段時間，當時就路過Astoria。
經同濟大學中文系副教授湯惟杰調查，上海自1990年代開始大規模拆遷，城市面貌變化巨大，原店面在1990年代之後就拆除建了高樓。

### 臺北重開

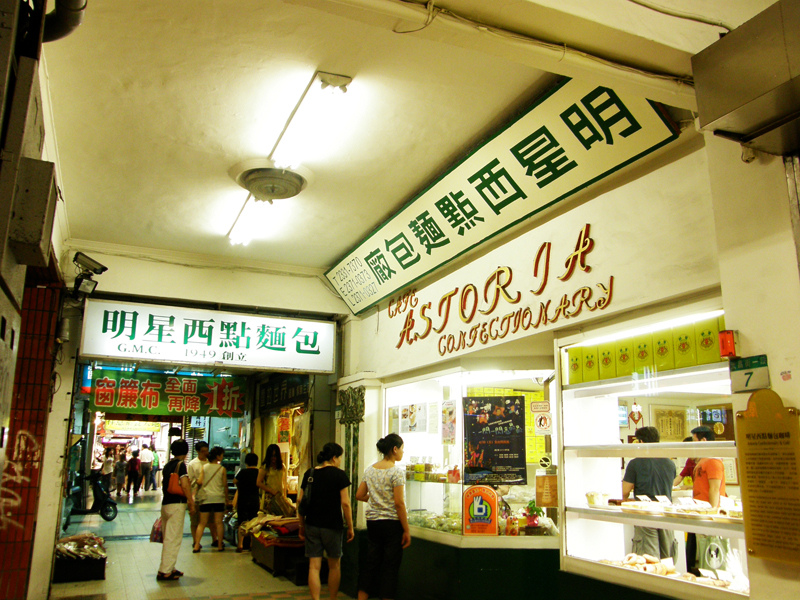
店面一樓麵包坊

簡錦錐回臺灣後，在日治時期讀台北二中，戰後時棋考上建國中學。到他十八歲時，一天在臺灣遇到來到他家商店買拐杖、已步入黃昏之年的艾斯尼，兩人成為朋友，並幫他艾斯尼的外國朋友仲介房屋。不久，簡錦錐與艾斯尼等六個年紀比他大三輪的俄國人一同重開明星咖啡館。
簡錦錐找到房東高玉樹在武昌街一段7號的店面。此建物建於1948年至1949年，建築為日治末期至戰後初期常見構造方式，立面分割與比例樣是延續日式街屋形式，為簡單的洗石子泥作線板裝飾牆面無複雜裝飾的現代藝術風格。據從小生長在附近的北市文獻會史蹟解說員、牙醫師何良正解說，設計此棟的留日建築師林慶豐代表作品包含台泥大樓等，但在設計這一側的商店街時手法簡潔明快，反映第二次世界質樸風貌。雖店面正對臺灣省城隍廟，但信奉東正教的俄國人不信廟沖。這周圍近十棟三層樓的房子，都是福華大飯店創辦人廖欽福在戰後初期所建。
1949年10月30日開幕，初期為麵包店，隔年開始設咖啡座。該年代，臺灣人在反共抗俄氣氛下對俄國人多保持距離，簡錦錐為不讓家人擔心，初期並未入股，僅出錢裝修。當時臺灣地板不是黃泥土就是水泥地板，此餐廳卻是滿室木質地板，並以咖啡渣在地板上鋪出通道，一上樓梯就可以聞到濃濃咖啡香。唐魯孫對這裡食物的評價是比臺灣一般日本式西點要高明多。周聯華生在美國的兩個兒子生日時候想洋派一些，周聯華遂會來此買蛋糕。1950年代，外國大使館與達官貴人會派遣黑頭車，等著傍晚時分麵包出爐。該年代時，明星咖啡館便吸引楊三郎、廖繼春等人常在這裡聚會。
出入此俄國人大多是沙皇俄國時代的貴族、軍官、知識分子和反共者及逃難者，之後部分人士跟隨國民政府來至臺灣。小學時住在南京東路三段眷村的王豫元回憶，當時鄰居有一名俄羅斯裔的裝甲兵部隊軍官石文廷，常會收到一名俄羅斯女子瑪麗亞帶來的明星西點。

#### 蔣經國與蔣方良
明星咖啡館開幕之前，蔣經國和蔣方良就與艾斯尼認識。當時蔣經國住在台北市長安東路18號（四條通），離艾斯尼住的林森北路（七條通）相隔不遠。明星咖啡館開幕不久便來光顧。簡錦錐回憶初次見到時，十多歲的他不知道這對夫妻是第一家庭成員，只見到蔣方良當初來店時，因能再嘗到家鄉味而相當興奮，等開口才知道這西洋女子會說國語。
簡錦錐回想蔣經國很慷慨，不僅自己買單，還會給小費。一次蔣經國一家用餐，隔壁坐了一桌上海人，不過他們不認識蔣經國。上海人們用上海話說結帳時，服務生沒聽懂，也沒注意到，過了十幾分鐘，上海人看沒動靜就破口大罵。聽得懂上海話的蔣經國就站起來說，要他們講國語、不要發脾氣，解釋這位服務生很勤快的，不要責備他。
1953年，蔣經國問一名女店員月薪多少，得到回答是新台幣一百八十元後，改用俄語問艾斯尼，得到卻是三百元，便用俄語對艾斯尼說要對這女員工好一點。簡錦錐趕緊在旁解釋，說這員工是試用期，而且是六小時月薪，不是八小時，等成為正式員工就會有三百元了。蔣經國才放心。
店裡招牌菜之一的羅宋湯選用一比一的肉與菜，牛骨跟牛肉加上甜菜根、鳳梨、大量番茄、洋蔥、西芹等，熬製五天以上方能端上。蔣方良成了常客，有時是蔣經國陪同參加俄羅斯或飛虎隊友人聚會，有時自己帶孩子來喝羅宋湯或吃西點，或時只是在門市外帶最愛吃的火腿、麩皮麵包、俄羅斯軟糖。蔣方良最喜歡的一道菜就是俄羅斯魚凍，以白北魚為主要材料，搭配甜椒調味。1954年初，韓戰戰俘來到臺灣時，明星咖啡館特別請蔣方良將什錦餅干一大箱轉贈。
每年儒略曆新年前夕，明星咖啡館會舉行傳統俄羅斯派對，包括蔣經國夫妻也經常前來，當晚與會的俄羅斯人會穿著傳統服飾起舞。隨著蔣經國擔任的官職越形重要，夫妻兩人到店的次數也越來越少。1959年，蔣經國任青年救國團團長後，蔣方良寫了一封俄文信，解釋因丈夫有要事，往後無法再參加私人聚會。此後，夫婦倆再也沒有出席任何一次的新年盛會，偶爾來到只是吃點心、喝咖啡，甚少再參加私人派對。

#### 簡錦錐接手
簡錦錐與俄羅斯人的合作期並不長，韓戰結束後，俄羅斯股東移民至澳洲等地。簡錦錐1961年獨資承接經營，1964年正式增加中文名稱「明星西點咖啡」。之中的西點麵包店，是由簡黃碧霞經營。俄國廚師都走光後，簡錦錐必須想出新的經營對策，原本店裡以俄式糕點受歡迎，便引進巧克力蛋糕取代之前主打的俄式糕點，憑著海外電話向香港朋友學習此種烘焙。
1966年，新光創辦人吳火獅想為母親訂製像壽桃那樣層層疊疊的蛋糕，簡錦錐從民俗技藝陀螺中得到靈感，作出多層蛋糕，總統府看到後也向明星訂購，蔣中正過世前的生日蛋糕都由明星負責。據老員工陳金生回指出，店裡有一張九層蛋糕的照片，即僑委會為蔣中正祝壽特別訂製的蛋糕。
1969年6月6日，台北市政府建設局發表模範不二價榮譽的七十家商號名單，其中糖果糕餅食品類包括明星。外交部招待外賓的點心多是出自明星咖啡館，像是1974年剛考上科員的王豫元就曾自己去選購。
簡錦錐因深感自己小時候遭逢戰亂，對書桌有一份嚮往，因此經營咖啡館時，特別重視作家，提供免費書桌讓他們安心寫作。簡錦錐為作家方便寫作，把原先燈光幽暗的咖啡館，燈泡亮度增加一倍，用電過度還遭罰款。1960、70年代，臺北市重慶南路書店林立，充滿文學氛圍，文藝青少年們、以及文化界人士會來此逛書店，再去明星咖啡館裡喝咖啡，感受那份文人雅士聚會的氣氛。傳說，臺灣中南部文藝青年搭火車來到臺北市，第一件事是走到明星咖啡屋朝聖，才算走進了文學台北。時有「雜誌看文星、咖啡喝明星」之順口溜。明星咖啡不單是作家，也是音樂家、廣告人、畫家的集合地，黃春明說大家自嘲這裡像動物園，有人來看，有人被看。黃春明說，不只是小說家、詩人、電影導演都來這，崇拜作家的高中生也會來，因人多了，自然就吸引警備總部派人來駐店。
附近與明星咖啡館齊名的是台北中山堂旁曾做為古倫美亞唱片錄音室的朝風咖啡，是藍星詩社社員的聚會地，張繼高、余光中、夏菁、鄧禹平、吳望堯來此聚集。然而，朝風咖啡卻被解除文資列冊，2019年10月5日拆除。

#### 長駐作家

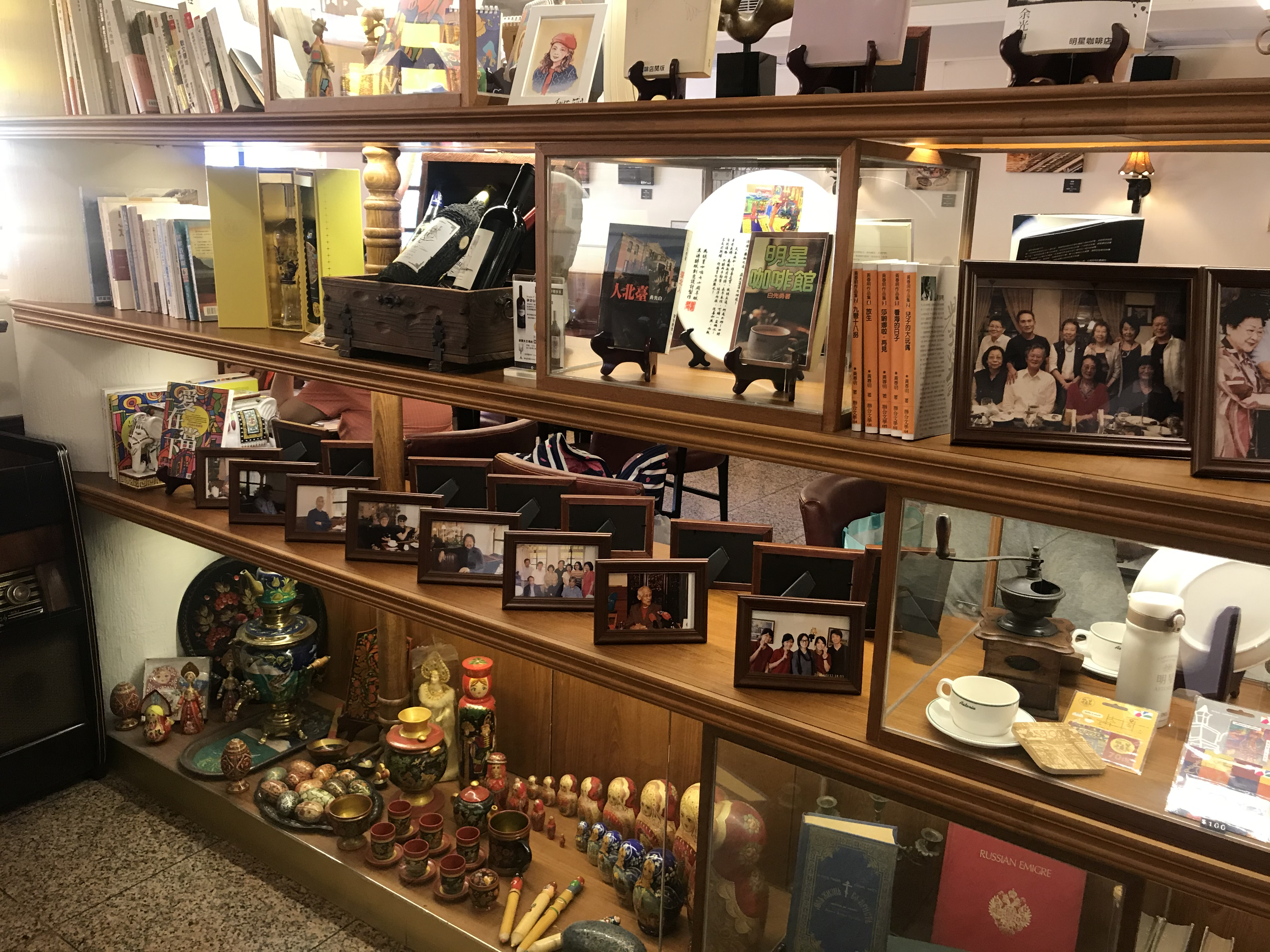
展示櫃

##### 周夢蝶
依周夢蝶自述，他是1959年4月開始到明星咖啡館旁擺書攤。周夢蝶曾餓昏在店門口，之後店員便習慣將麵包牛奶擱在攤子旁，讓其自取。林海音回憶，周夢蝶會自己到純文學出版社挑書，然後不用出版社送運，就自己拿書去明星咖啡館。簡錦錐擔心周夢蝶搬書辛苦，便說將書籍可寄放在隔壁簡錦錐租給茶莊使用的房產，晚上也可至此地留宿。簡錦錐第一次請周夢蝶上樓喝咖啡時，周夢蝶加了六塊方糖，因他覺得咖啡喝起來像是故鄉用來懲罰不貞女人的大煙水（鴉片水）。張香華回憶周夢蝶喝咖啡時不穿鞋、愛把腳盤在椅子上，連服務生也忍不住請他把鞋穿上。
白先勇會提著滯銷的《現代文學》給周夢蝶寄賣。日後成為戲劇學者的汪其楣讀北一女中時，會到周夢蝶詩攤，因有賣里爾克詩集。年少時剛從臺南遷到臺北的劉長民，會把自己由香港正聲出版社出版的書轉給周夢蝶寄賣。年輕時老往周夢蝶書攤跑的林淇瀁，在書中記述1970年代入伍前，將自己詩集拿給周夢蝶託售。從1980年，周夢蝶因胃病開刀以後，就不再擺書攤。

##### 季季
1964年，從故鄉到臺灣大學夜補班上課的季季，除在蕭孟能的文星書店作店員外，也去明星咖啡館寫小說。當年6月，她在明星咖啡館樓下向周夢蝶買了一本新出的《現代文學》，首次讀到陳映真小說〈淒慘的無言的嘴〉立即被所吸引，後又買到一本舊的《現代文學》，讀到了〈將軍族〉，便都推薦給十多歲的林懷民讀，促使林懷民多年後將陳映真小說改編成雲門舞集「陳映真‧風景」。
季季慣在明星咖啡館點一杯十六元的檸檬水，然後坐一天，在這寫成《屬於十七歲的》的書作。1964年冬，她投稿《聯合報》提到明星咖啡的小說，講自己不喜歡濃濁液體的咖啡，所以喝檸檬水。

##### 黃春明
1966年，尉天驄、陳映真、姚一葦、劉大任、七等生等人在咖啡廳三樓辦起《文學季刊》雜誌。此雜誌的供稿者之一就是黃春明。不過也因《文學季刊》，引起警總來店說店方支持左派。
黃春明以往住臺北市時，租屋只有一床、一桌，廚房和浴所跟人家共用，後來同租者有了小孩，難以在屋中寫稿，便來明星咖啡館寫作。他回憶早年這裡一杯咖啡六元、炒飯十五元，一天幾十元的消費，比租間好房子划算，加上明星咖啡從不趕久坐的客人，於此寫完《莎喲娜啦，再見》、《小寡婦》等，由遠景出版社的沈登恩直接來取稿。黃春明把1966年初到臺北的自己，形容是「找不到窩下蛋的母雞」，把明星視為自己的專屬創作場地。
後來二樓人多了，簡錦錐便請黃春明到三樓，專門給他一張桌子寫作。1970年5月26日，明星咖啡在中山北路分店開幕，共計三樓，一樓為麵包及西點門市生意，二、三樓則吃點心與喝咖啡、飲料的處所。黃春明便改來分店寫作。晚年，黃春明因懷念明星咖啡寫書的日子，便使用舊糧食局宜蘭辦公廳作咖啡館。

##### 白先勇
白先勇在大學時代便常來參加聚會，寫《臺北人》時常在此趕稿。
1979年9月15到17日，白先勇和沈登恩商量在明星咖啡館三樓舉行三天的臺灣文學聚會。頭一天，周夢蝶、管管、張默、洛夫、商禽、辛鬱、羅門、蓉子、瘂弦、丘彥明、梅新、蔡文甫、隱地、張健、羅青、景翔、何欣、姚一葦、高上秦、許世旭等詩人、編輯與會，原參加第二天小說家的李捷金也提前來。第二天，宋澤萊、吳念真、陳雨航、古蒙仁、陳銘磻、七等生、白先勇等小說家聚會。第三天，奚淞、姚一葦、沈登恩、白先勇聚會。

##### 林懷民
林懷民自大學一年級就常來光顧，在明星待了約五年，於該段時間寫出作品《蟬》。他認為明星咖啡像是法國巴黎左岸咖啡館，當這看見《嫁妝一牛車》的作者王禎和，自覺簡直就像看到神。對陳映真最深刻的印象，則是1960代在明星咖啡廳三樓，看著頭大臉大的陳映真從二樓慢慢走上來，身影漸漸放大，最後變成巨人站在眼前。至於季季對林懷民在此寫稿的印象，就是他不時擤鼻涕，桌旁總放一疊衛生紙備用。
林懷民父親林金生也會來買咖啡。一次簡錦錐問他是來找「少爺」嗎？林金生便生氣地叫說別提那個「肖耶」（瘋子）。
1973年，雲門舞集首次公演的入場卷，是在此代售。

#### 艾斯尼去世
留在臺灣的艾斯尼，因咖啡館股東糾紛一直鬱鬱寡歡，更因積勞成疾而中風，就由簡錦錐照顧他到終老。艾斯尼因年紀大了無法食用脆皮爐烤豬腳，簡錦錐與廚師便試著調整工序，將脆皮變軟皮，讓艾斯尼可以繼續享用這道家鄉菜，這新作法的爐烤豬腳也列入菜單裡。
艾斯尼在1973年過世，當時由黃春明在分店廁所發現已不省人事的艾斯尼。
聖誕節時，簡錦錐會去北投墓園為艾斯尼等三位流浪異鄉的俄羅斯友人掃墓，並在觀音山一座禪寺為他們立牌位。後來，簡錦錐透過一名德國客人，將艾斯尼部分骨灰送回俄羅斯。

### 咖啡座關閉
1980年代，臺灣草根文學興起，茶藝館也跟著開張，文人慢慢離開咖啡廳，咖啡廳和西餐廳便成為一種純吃飯喝咖啡的地方。當臺灣股市大熱，股票族到明星咖啡廳看報、打探明牌，收紅時大聲叫好，抹綠時搥胸頓足，還有人鬧自殺、差點從三樓跳下去，作家因吵鬧絕跡。隨著圓山飯店、國賓飯店開張，明星咖啡館的大廚被挖走，至1989年每日營業額掉到只剩台幣五千左右，連連虧損讓簡錦錐不得不斷尾求生。當年12月10日，咖啡座結束，以騰出改他人租素食館。民眾抱著懷舊的心情到喝咖啡，有些人還想向收購店中的老燈、舊桌椅，不過都遭到簡錦錐的婉拒。收店時，簡錦錐特地將黃春明寫出《兒子的大玩偶》、《蘋果的滋味》的咖啡桌椅，和杯具送給黃春明。
簡錦錐坦言，自從二、三樓租給素食餐廳，每月租金進帳十五萬元，原打算三年後重新開張，不過後來承租店家打下十年契約，加上一再展延。有客人以為咖啡廳還在開，便想從西點麵包廠進去，甚至直接往廚房衝進去。顧店的簡太太乾脆在麵包店裡擺簽名本，讓客人表達對重新開張的支持。
2002年4月6日下午，三樓的素食餐廳大火，北市消防局長出動卅輛消防車、五輛高空作業車、四部救護車與人員近一百三十名。當消防人員抵達現場時，發現三樓所有外窗被大型廣告看板封死，加上屋頂鐵皮加蓋，火場濃煙瀰漫整棟建物，難以從一樓進入灌救，只好持破壞機具，乘坐高空作業車從三樓外牆破壞廣告看板，導致消防隊員吳忠達跌落一樓造成左腿嚴重骨折。在消防局長張博卿親自坐鎮，16時49分撲滅。
素食餐館發生火災經新聞媒體一報導，簡錦錐三天內接到近三百通老客人關心電話，觸動他重新開張。在女兒願意接手下，簡錦錐夫妻同時找來女兒高中同學簡淑芬協助處理店務。
簡錦錐說服承租業者收回房子後，花半年時間請設計師依舊照片重新裝潢，從燈具、窗台到擺設，花四百萬元重回當年。為了裝潢，簡錦錐從埔里搬回第一代舊桌椅，找出藏在家中的俄羅斯杯盤，還找來老師傅用手工作出和仿效當年的鐵窗、木窗。二樓協同創設明星咖啡的俄羅斯人艾斯尼、拉立可夫等人的照片、聖經、銀器等物品，陳列在特製的櫃子裡供來賓緬懷，牆上懸掛著林懷民年少時的照片、白俄畫家的畫作也都回到老位置。

### 咖啡座重開

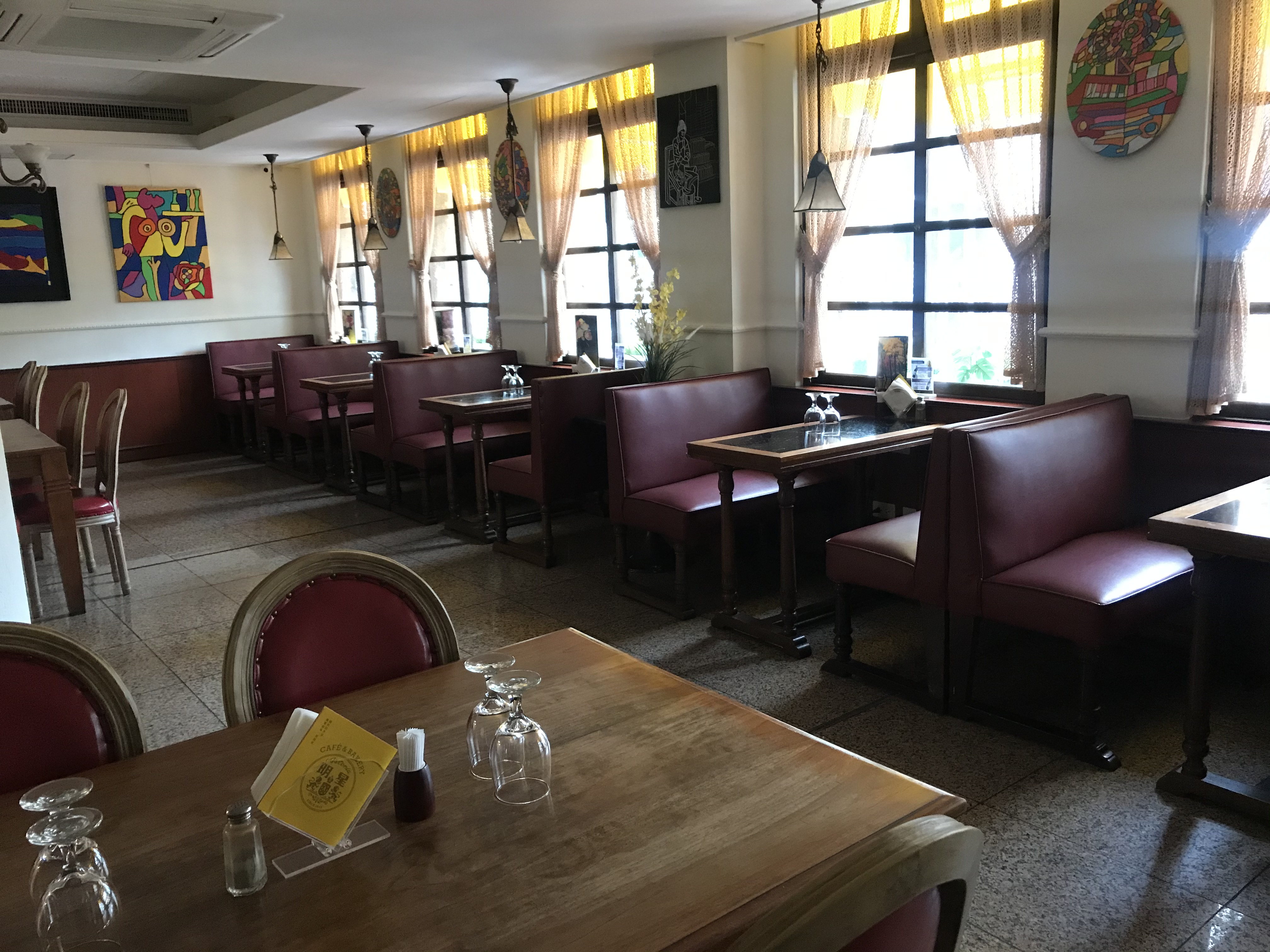
三樓咖啡座

2004年7月4日上午，改由簡錦錐的女兒簡靜惠負責的明星咖啡館重新開張。當天，馬英九、周夢蝶、黃春明、陳若曦、季季、林懷民、隱地等出席。
2008年，易智言找上簡錦錐，說要拍將明星咖啡館拍成戲劇，劇本變成艾斯尼與簡錦錐建立友誼、又互相背叛的故事。簡錦錐看完劇本便拒絕了。
2014年，周夢蝶過世當天，有人在昔年他書攤位置的柱子上貼上其詩篇。簡錦錐將這篇詩改貼到明星咖啡館周夢蝶老位子的牆邊，桌上放上周夢蝶照片。
2018年2月，簡錦錐辭世。
2020年底電影《孤味》，片中父親每回抵達台南與小女兒見面時一定會帶的伴手禮，便是明星咖啡館的俄羅斯軟糖，亦在臺灣掀起搶買熱潮。

#### 建築物修繕

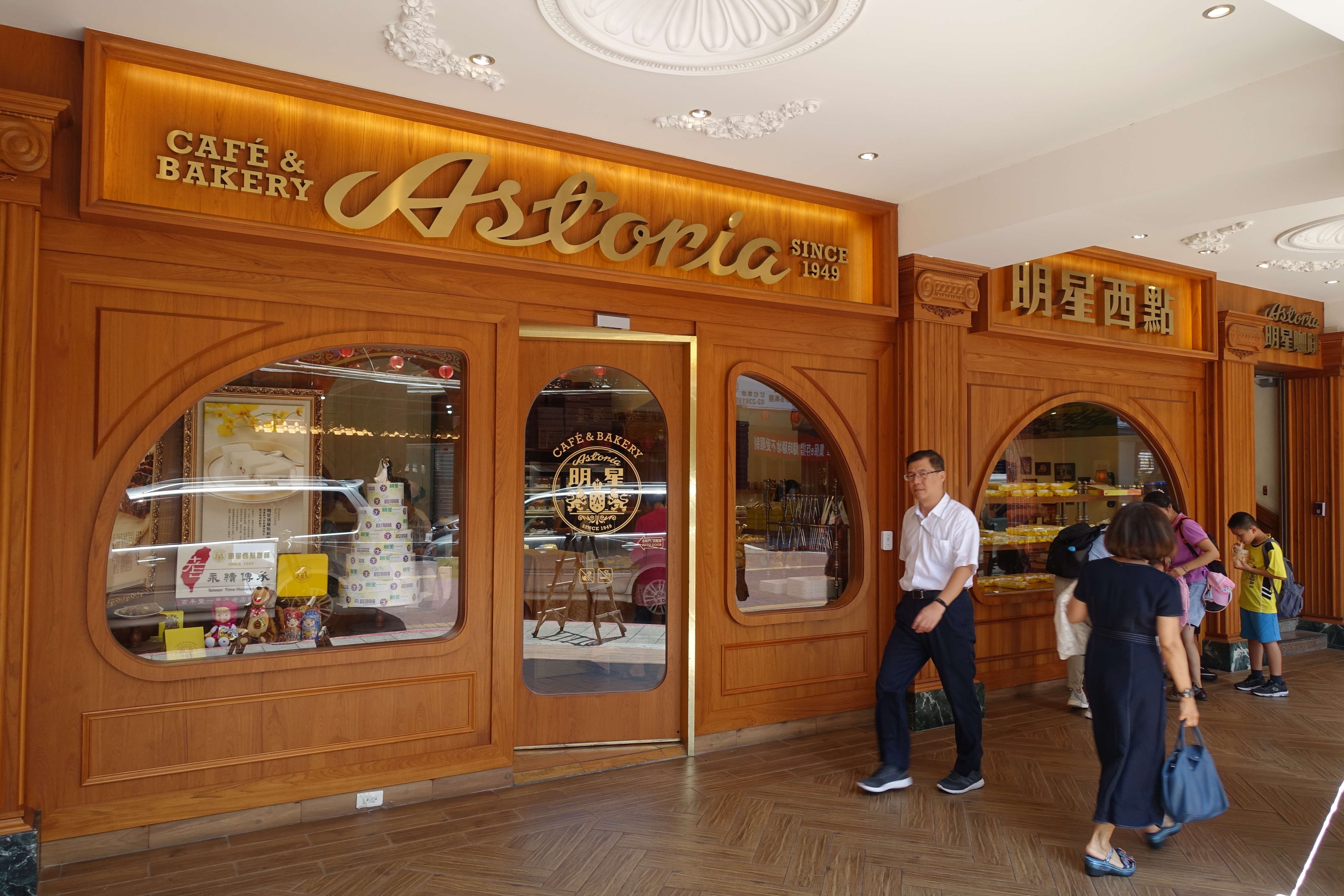
修繕後的一樓麵包坊

2011年4月16日，台北市文化局文資審議委員會通過登錄明星咖啡屋為歷史建築，會中認定日後明星咖啡可配合都市更新開發，但更新規劃仍應保有原建物的空間與歷史氛圍，延續台灣近代文學記憶。
因建築漏水、電線和管線老舊問題，簡靜惠委託許伯元建築師事務所修復，工程經費概算約新台幣1千2百萬元。2020年向台北市文化局申請私修復再利用計畫補助，經核定總經費為新台幣180萬元，文化局補助額度70％。

#### 都更改建
2010年3月26日，基泰建設舉辦第一次「重慶南路武昌街都更說明會」，計畫拆除明星咖啡與附近一帶十四棟樓房，共同改建為27層樓住商大廈。至2023年，建商表示正洽談整合，希望今年有能達成整合，改建後未來明星咖啡館外觀會恢復原有風貌。

## 專書
作家謝祝芬以兩年採訪簡錦錐，寫出《武昌街一段七號：他和明星咖啡廳的故事》，於2009年3月10日公開發表。謝祝芬表示，簡錦錐表現出「恩情很重，悲怨很輕」的「仁大於義」真情，是我們快要遺忘的台灣精神。
2015年，為慶祝祝明星咖啡館66歲生日，該店特別推出簡錦錐口述《明星咖啡館》一書。此書不只有繁體字版，也有簡體版在中國大陸上市。
| 出版時間      | 作品名稱                                 | 作者                   | 出版社 | ISBN               |
| ------------- | ---------------------------------------- | ---------------------- | ------ | ------------------ |
| 2009年3月10日 | 《武昌街一段七號：他和明星咖啡廳的故事》 | 簡錦錐、謝祝芬（撰文） | 圓神   | ISBN 9789861332796 |
| 2015年6月1日  | 《明星咖啡館》                           | 簡錦錐                 | 印刻   | ISBN 9789863870395 |

## 外部連結
- 官方网站
- 明星咖啡館的Facebook專頁
- 明星咖啡館的Instagram帳戶